# Tingsliggørelse
 Der er for få eller ingen kildehenvisninger i denne artikel, hvilket er et problem. Du kan hjælpe ved at angive troværdige kilder til de påstande, som fremføres i artiklen.

Tingsliggørelse (ty. "Verdinglichung") betegner det fænomen, at man opfatter eller behandler noget, der ikke er en ting, som om det var en ting – eksempelvis mennesket – hvilket leder til fremmedgørelse. Begrebet blev introduceret som et tema i den tyske idealisme, og især anvendt efterfølgende i den marxistiske tradition. 
Begrebet reifikation blev første gang nævnt i et eassy af György Lukács i 1923, men har særligt været anvendt indenfor marxismen, hvor det opfattes negativt og uønsket. Ordet blev første gang registreret i det danske sprog i 1966.
Tingsliggørelse er inden for personalisme en uundgåelig del af den menneskelige væren. Filosoffen Martin Buber taler om idealet om Jeg-Du, som er det moralske forhold mellem personer, mens Jeg-Det er den indstilling mennesker er i, når de forsøger at tage kontrol. Mennesket kan ikke forholde sig til hele verdens befolkning som "du", men er nødt til at betragte det som "det" for at kunne overskue verden. Tingsliggørelsen opstår uundgåeligt, så snart menneskelige fællesskaber opstår. Inden for psykologien taler man tilsvarende om ind- og ud-grupper.